# Ján Zverec
Ján Zverec (7. května 1881 – 23. května 1965) byl slovenský a československý politik a meziválečný poslanec Národního shromáždění za Československou sociálně demokratickou stranu dělnickou.

## Biografie
Podle údajů k roku 1920 byl profesí tajemníkem sociálně demokratické strany v Trenčíně.
V parlamentních volbách v roce 1920 získal za Československou sociálně demokratickou stranu dělnickou poslanecké křeslo v Národním shromáždění. Po jeho rezignaci v roce 1922 za něj jako náhradník nastoupil poslanec Jozef Skotek.